# 1832
| [ Edytuj tabelę ]                                   | |
| Król Polski (tytularny)                             | - 1831 Mikołaj I Romanow 1855 |
| Emir Afganistanu                                    | - 1818 Al-Rajuo Ballaha 1842 |
| Współksiążęta Andory                                | - 1827 Simó Rojas de Guardiola y Hortoneda 1851 - 1830 Ludwik Filip I 1848                                                                                      |
| Prezydent Argentyny                                 | - 1829 gen. Juan Manuel de Rosas 1832 - 1832 Juan Ramón Balcarce 1833                                                                                           |
| Cesarz Austrii                                      | - 1804 Franciszek II Habsburg 1835 |
| Król Bawarii                                        | - 1825 Ludwik I 1848 |
| Król Belgów                                         | - 1831 Leopold I 1865 |
| Premier Belgii                                      | - 1831 Felix de Muelenaere 1832 - 1832 Charles Rogier 1834 |
| Prezydent Boliwii                                   | - 1829 Andrés de Santa Cruz 1839 |
| Cesarz Brazylii                                     | - 1831 Pedro II 1889 |
| Sułtan Brunei                                       | - 1829 Omar Ali Saifuddin II 1852 |
| Prezydent Chile                                     | - 1831 José Joaquín Prieto 1841 |
| Cesarz Chin                                         | - 1820 Daoguang 1850 |
| Król Czech                                          | - 1792 Franciszek II Habsburg 1835 |
| Król Danii                                          | - 1808 Fryderyk VI 1839 |
| Dalajlama                                           | - 1816 Cultrim Gjaco 1837 |
| Władca Egiptu                                       | - 1805 Muhammad Ali 1848 |
| Prezydent Ekwadoru                                  | - 1830 Juan José Flores 1834 |
| Premier Francji                                     | - 1831 Casimir Pierre Perier 1832 - 1832 Nicolas Jean de Dieu Soult 1834                                                                                        |
| Król Francji                                        | - 1830 Ludwik Filip I 1848 |
| Król Grecji                                         | - 1831 Otton I 1862 |
| Prezydent Haiti                                     | - 1818 Jean-Pierre Boyer 1843 |
| Król Hawajów                                        | - 1824 Kamehameha III 1854 |
| Król Hiszpanii                                      | - 1813 Ferdynand VII 1833 |
| Król Holandii                                       | - 1815 Wilhelm I 1840 |
| Szach Iranu                                         | - 1797 Fath Ali Szah 1834 |
| Państwo Wielkich Mogołów                            | - 1806 Akbar Szah II 1837 |
| Król Irlandii                                       | - 1830 Wilhelm IV Hanowerski 1837 |
| Cesarz Japonii                                      | - 1817 Ninkō 1846 |
| Kalif                                               | - 1808 Mahmud II 1839 |
| Prezydent Kolumbii                                  | - 1831 Joaquín Mosquera 1832 - 1832 Francisco de Paula Santander 1837                                                                                           |
| Patriarcha Konstantynopola                          | - 1830 Konstancjusz I 1834 |
| Władca Korei                                        | - 1800 Sunjo 1834 |
| Emir Kuwejtu                                        | - 1814 Dżabir I 1859 |
| Książę Liechtensteinu                               | - 1805 Jan I 1836 |
| Wielki książę Luksemburga                           | - 1815 Wilhelm I 1840 |
| Sułtan Maroka                                       | - 1822 Abd ar-Rahman 1859 |
| Prezydent Meksyku                                   | - 1830 Anastasio Bustamante 1832 - 1832 Melchor Múzquiz 1832 - 1832 Manuel Gómez Pedraza 1833                                                                   |
| Książę Monako                                       | - 1819 Honoriusz V 1841 |
| Król Nepalu                                         | - 1816 Rajendra 1847 |
| Premier Nepalu                                      | - 1806 Bhimsen Thapa 1837 |
| Król Norwegii                                       | - 1818 Karol III Jan 1844 |
| Sułtan Omanu                                        | - 1807 Sa’id ibn Sultan 1856 |
| Papież                                              | - 1831 Grzegorz XVI 1846 |
| Konsul Paragwaju                                    | - 1814 José Gaspar Rodríguez de Francia 1840 |
| Książę Parmy i Piacenzy                             | - 1814 Maria Ludwika 1847 |
| Prezydent Peru                                      | - 1829 Agustín Gamarra 1833 |
| Król Portugalii                                     | - 1828 Michał 1834 |
| Król Prus                                           | - 1797 Fryderyk Wilhelm III 1840 |
| Car Rosji                                           | - 1825 Mikołaj I 1855 |
| Król Saksonii                                       | - 1827 Antoni Wettyn 1836 |
| Kapitanowie Regenci San Marino                      | - 1831 Francesco Maria Belluzzi Pier Matteo Berti 1832 - 1832 Giovanni Benedetto Belluzzi Bartolomeo Bartolotti 1832 - 1832 Mariano Begni Giovanni Malpeli 1833 |
| Książę Serbii                                       | - 1815 Miłosz I Obrenowić 1839 |
| Król Sardynii                                       | - 1831 Karol Albert 1849 |
| Król Szwecji                                        | - 1818 Karol XIV Jan 1844 |
| Król Tajlandii                                      | - 1824 Rama III 1851 |
| Sułtan Turków                                       | - 1808 Mahmud II 1839 |
| Prezydent Urugwaju                                  | - 1830 Fructuoso Rivera 1834 |
| Prezydent USA                                       | - 1829 Andrew Jackson 1837 |
| Prezydent Wenezueli                                 | - 1830 José Antonio Páez 1835 |
| Król Węgier                                         | - 1792 Franciszek 1835 |
| Monarcha Wielkiej Brytanii                          | - 1830 Wilhelm IV 1837 |
| Premier Wielkiej Brytanii                           | - 1830 Charles Grey 1834 |
| Cesarz Wietnamu                                     | - 1820 Minh Mạng 1841 |
| Prezydent Zjednoczonych Prowincji Ameryki Środkowej | - 1830 Francisco Morazán 1839 |

Rok 1832 / MDCCCXXXII
stulecia: XVIII wiek ~
XIX wiek ~
XX wiek

dziesięciolecia:
1800–1809 •
1810–1819 •
1820–1829 •
1830–1839
• 1840–1849
• 1850–1859
• 1860–1869

lata: 1822 «
1827 «
1828 «
1829 «
1830 «
1831 «
1832
» 1833
» 1834
» 1835
» 1836
» 1837
» 1842

## Wydarzenia w Polsce
- 12 stycznia – z rozkazu Mikołaja I Order Virtuti Militari został zdegradowany do rangi odznaki.
- 26 lutego – po zniesieniu konstytucji Królestwa Polskiego opublikowano Statut Organiczny dla Królestwa Polskiego.
- 24 marca – rząd rosyjski wydał ukaz o karnym wcielaniu dzieci polskich do armii Imperium Rosyjskiego.
- 27 marca – Rząd Tymczasowy Królestwa Polskiego (1831-1832) został zlikwidowany i zastąpiony reaktywowaną Radą Administracyjną.
- 1 maja – car Mikołaj I zlikwidował Uniwersytet Wileński jako karę za udział wielu wykładowców i studentów w powstaniu listopadowym.
- 31 maja – carski namiestnik Iwan Paskiewicz wkopał kamień węgielny pod budowę Cytadeli Warszawskiej.
- 9 czerwca – papież Grzegorz XVI w encyklice „Cum primum” potępił powstanie listopadowe i wezwał Polaków do podporządkowania się władzy rosyjskiego cara Mikołaja I
- 21 grudnia – trumna ze zwłokami Tadeusza Kościuszki została w tajemnicy przed zaborcami umieszczona w marmurowym sarkofagu na Wawelu.
- 28 grudnia – Joachim Lelewel i Józef Zaliwski założyli tajny komitet Zemsta Ludu.

- Ogłoszono w Krakowie, oświadczenie rezydentów mocarstw opiekuńczych o podjęciu „bezpośredniego i skutecznego czuwania nad utrzymaniem porządku i spokojności”.
- Zbudowano drogę bitą Słupsk – Lębork.

## Wydarzenia na świecie
- 12 lutego – Ekwador dokonał aneksji wysp Galapagos.
- 25 lutego – z inicjatywy Adama Jerzego Czartoryskiego została powołana brytyjska organizacja społeczna Literary Association of the Friends of Poland.
- 26 lutego – odbył się pierwszy koncert Fryderyka Chopina w Paryżu.
- 12 marca – w Paryżu odbyła się premiera baletu Sylfida, pierwszego baletu romantycznego.
- 17 marca – w Paryżu utworzono Towarzystwo Demokratyczne Polskie.
- 7 kwietnia – cesarz Brazylii Piotr I abdykował na rzecz swego 5-letniego syna, Piotra II.
- 29 kwietnia – grupa polskich emigrantów założyła Towarzystwo Historyczno-Literackie w Paryżu.
- 12 maja – premiera opery komicznej Napój miłosny Donizettiego.
- 24 maja – w czasie konferencji londyńskiej(inne języki) ogłoszono powstanie Królestwa Grecji.
- 27 maja:
  - na zamku w Hambach an der Weinstraße w Nadrenii-Palatynacie rozpoczęła się 4-dniowa, 30-tysięczna demonstracja (Hambacher Fest) na rzecz zjednoczonych i wolnych Niemiec oraz na znak solidarności z polskimi emigrantami po powstaniu listopadowym.
  - wojna egipsko-turecka: wojska egipskie zdobyły po półrocznym oblężeniu Akkę.
- 30 maja – otwarto Kanał Rideau łączący Ottawę z Kingston w prowincji Ontario.
- 5 czerwca – wielkie powstanie republikańsko-robotnicze w Paryżu wymierzone przeciw monarchii i panowaniu burżuazji. Po heroicznym oporze upada następnego dnia.
- 9 czerwca – papież Grzegorz XVI wydał encyklikę Cum primum, w której potępił wszelkie ruchy rewolucyjne, w tym również powstanie listopadowe.
- 13 lipca – amerykański badacz Henry Schoolcraft odkrył źródło Missisipi.
- 14 lipca – w Stanach Zjednoczonych opium zostało zwolnione z podatków federalnych.
- 1 sierpnia – między Linzem a Czeskimi Budziejowicami uruchomiono pierwszą w Austrii linię kolei konnej.
- 3 sierpnia – oddziały amerykańskich ochotników pokonały indiańskich powstańców pod wodzą Czarnego Jastrzębia w bitwie pod Bad Axe.
- 2 października – w Turynie została oficjalnie zainaugurowana Galleria Sabauda.
- 21 grudnia – zwycięstwo armii egipskiej w bitwie pod Konyą podczas wojny egipsko-tureckiej.
- 28 grudnia – John C. Calhoun jako pierwszy w historii wiceprezydent USA złożył urząd.

- Powstaje organizacja Młode Włochy.
- Adam Mickiewicz publikuje Dziady cz.III.
- Powstanie Niepodległej Grecji.

## Urodzili się
- 1 stycznia – Iwan Wyszniegradski, rosyjski teoretyk automatyki, minister finansów Imperium Rosyjskiego (zm. 1895)
- 6 stycznia – Gustave Doré, francuski malarz i ilustrator książek (zm. 1883)
- 18 stycznia – Karol Mikoszewski, polski duchowny katolicki, członek Tymczasowego Rządu Narodowego w powstaniu styczniowym, emigrant (zm. 1886)
- 23 stycznia – Edouard Manet, malarz francuski (zm. 1883)
- 27 stycznia – Lewis Carroll, angielski matematyk, poeta, autor powieści (zm. 1898)
- 31 stycznia – Adam Geisler, galicyjski prawnik, naczelnik Rzeszowa (zm. 1870)
- 5 lutego – Carl Hartwig, kupiec, spedytor (zm. 1879)
- 23 lutego – Salomon Joachim Halberstam, żydowski bibliofil, kolekcjoner, publicysta, kupiec (zm. 1900)
- 4 marca – Kazimierz Elżanowski, polski generał w służbie rosyjskiej (zm. 1904)
- 5 kwietnia – Jules Ferry, francuski polityk, twórca obowiązkowego, bezpłatnego i laickiego szkolnictwa. Zamordowany przez fanatyka religijnego (zm. 1893)
- 9 kwietnia – Gustaw Karol Sennewald, polski księgarz, wydawca i ewangelik (zm. 1896)
- 16 kwietnia – Alfred Izydor Römer, polski malarz, rzeźbiarz, medalier, historyk sztuki, etnograf, uczestnik powstania styczniowego (zm. 1897)
- 9 maja – Franciszek Jaczewski, polski duchowny katolicki, biskup lubelski (zm. 1914)
- 14 maja – Rudolf Lipschitz, matematyk niemiecki (zm. 1903)
- 29 czerwca – Rafka Chobok Ar-Rajes, libańska zakonnica, święta katolicka (zm. 1914)
- 5 września – Jan Józef Lataste, francuski dominikanin, założyciel betanek dominikanek, błogosławiony katolicki (zm. 1869)
- 8 sierpnia – Jerzy I Wettyn, król Saksonii (zm. 1904)
- 17 września – Ottokar Lorenz, austriacko-niemiecki historyk i genealog (zm. 1904)
- 16 października – Gideon Curtis Moody, amerykański prawnik, polityk, senator ze stanu Dakota Południowa (zm. 1904)
- 18 października – Jan Neel, francuski misjonarz, męczennik, święty katolicki (zm. 1862)
- 27 października – Oskar Belian, niemiecki polityk, nadburmistrz Olsztyna (zm. 1918)
- 29 października – Narcyza Martillo y Morán, ekwadorska święta katolicka (zm. 1869)
- 31 października - Klemens Sarnicki, polski bazylianin, teolog, biblista, polityk (zm. 1909)
- 18 listopada – Adolf Erik Nordenskiöld, baron, szwedzki geolog, mineralog (zm. 1901)
- 29 listopada – Louisa May Alcott, pisarka amerykańska (zm. 1888)
- 8 grudnia:
  - Bjørnstjerne Bjørnson, norweski powieściopisarz, publicysta, polityk (zm. 1910)
  - Jacek Maria Cormier, francuski dominikanin, błogosławiony katolicki (zm. 1916)
- 15 grudnia – Gustave Alexandre Eiffel, francuski architekt i inżynier (zm. 1923)
- 19 grudnia - Henryk Leopold Bartsch, polski pastor, muzyk (zm. 1899)

- data dzienna nieznana: 
  - Józef Wang Yumei, chiński męczennik, święty katolicki (zm. 1900)

## Święta ruchome
- Tłusty czwartek: 1 marca
- Ostatki: 6 marca
- Popielec: 7 marca
- Niedziela Palmowa: 15 kwietnia
- Wielki Czwartek: 19 kwietnia
- Wielki Piątek: 20 kwietnia
- Wielka Sobota: 21 kwietnia
- Wielkanoc: 22 kwietnia
- Poniedziałek Wielkanocny: 23 kwietnia
- Wniebowstąpienie Pańskie: 31 maja
- Zesłanie Ducha Świętego: 10 czerwca
- Boże Ciało: 21 czerwca